# Cyligramma fluctuosa
Cyligramma fluctuosa är en fjärilsart som beskrevs av Dru Drury 1773. Cyligramma fluctuosa ingår i släktet Cyligramma och familjen nattflyn. Inga underarter finns listade i Catalogue of Life.

## Bildgalleri

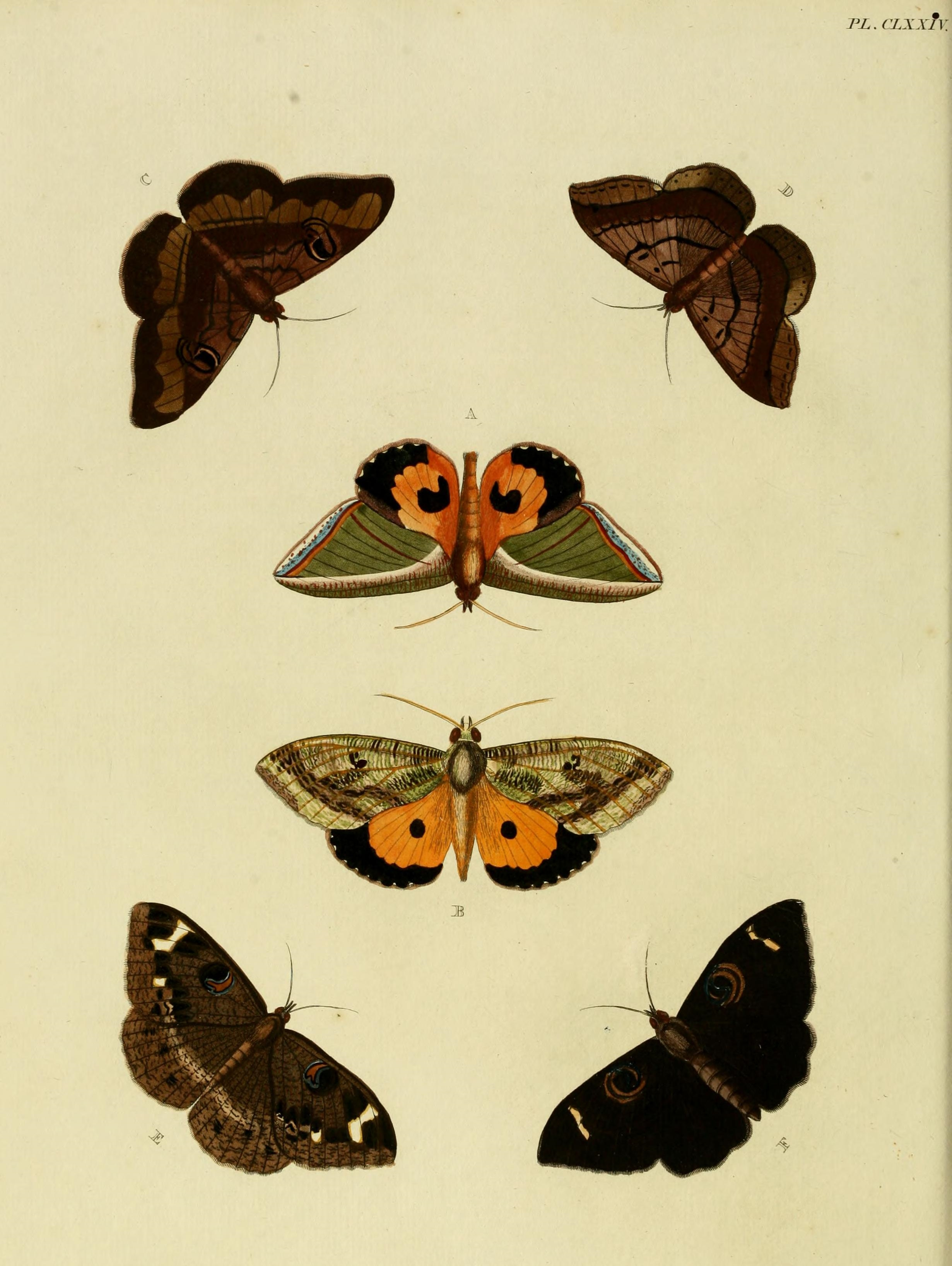